# Delia gracilibacilla
Delia gracilibacilla är en tvåvingeart som beskrevs av Chen 1982. Delia gracilibacilla ingår i släktet Delia och familjen blomsterflugor. Inga underarter finns listade i Catalogue of Life.